# Leopold II van Oostenrijk
Leopold II van Oostenrijk ook Leopold de Schone genoemd (1050 - 12 oktober 1095) was van 1075 tot 1095 markgraaf van Oostenrijk. Hij stamde uit het huis Babenberg.

## Levensloop
Hij was de zoon van markgraaf Ernst de Strijdbare van Oostenrijk en Adelheid van Eilenburg, de dochter van Dedo I van Lausitz.
In het conflict tussen de Heilig Roomse keizer en de paus koos Leopold aanvankelijk de zijde van Heilig Rooms keizer Hendrik IV, maar wisselde door de invloed van zijn vrouw Ida van Cham en bisschop Altmann van Passau in 1081 van kamp. Om deze reden werd Leopold door de keizer afgezet als markgraaf van Oostenrijk en vervangen door hertog Vratislav II van Bohemen. Hierdoor begon de strijd om de Oostenrijkse troon en in 1082 versloeg Vratislav II het leger van Leopold bij de Slag bij Mailberg. 
Uiteindelijk mocht Leopold toch markgraaf van Oostenrijk worden, op voorwaarde dat hij gebieden in Zuid-Moravië afstond aan  Lutold van Znojmo, de hertog van Moravië. Omdat die later Leopolds schoonzoon werd, oefende Leopold echter nog steeds een grote invloed uit in Zuid-Moravië. In 1089 liet hij de Abdij van Melk bouwen.

## Huwelijk en nakomelingen
In 1065 huwde hij met Ida van Cham, de dochter van graaf Rapoto IV. Waarschijnlijk stierf zijn vrouw tijdens de Kruisvaart van 1101. Met haar kreeg hij zeven kinderen:
- Leopold III van Oostenrijk (1073-1136)
- Elisabeth, die huwde met hertog Ottokar II van Stiermarken (-1122)
- Gerberga (-1141), die huwde met hertog Bořivoj II van Bohemen (-1124)
- Ida, die huwde met hertog Lutold van Moravië (-1112)
- Sophia (-1154), die in 1103 huwde met hertog Hendrik I van Karinthië (-1122) en in 1123 met graaf Sieghard X van Burghausen-Schala (-1142)
- Euphemia, die huwde met graaf Koenraad I van Tengling-Peinstein
- Adelheid, die huwde met graaf Diederik I van Formnbach.